# Iefke van Belkum
Iefke van Belkum (Leiden, 22 de julho de 1986) é uma jogadora de polo aquático holandesa, campeã olímpica.

## Carreira
Iefke van Belkum fez parte do elenco medalha de ouro de Pequim 2008.